# Gibson L5
A Gibson L5 az amerikai Gibson Guitar Corporation jazzgitárja, melyet a legendás hangszerész Lloyd Loar irányítása alatt készítettek akusztikus formában már 1922-től – az elektromos hangszedővel szerelt változat csak az 1950-es években jelent meg.
A big bandek korában ez a féltömör testű elektromos gitár számított az alap ritmusgitárnak. Ugyancsak a hangszer érdekessége, hogy a Gibson gitárjai közül ezen voltak először f-lyukak.

## Külső hivatkozások
- Gibson Custom